# Gnomibidion cylindricum
Gnomibidion cylindricum är en skalbaggsart som först beskrevs av Thomson 1865. Gnomibidion cylindricum ingår i släktet Gnomibidion och familjen långhorningar.
Artens utbredningsområde är:
- Panama.
- Venezuela.

Inga underarter finns listade i Catalogue of Life.